# ACD
ACD, Automatic Call Distribution, är ett kösystem som används för att sätta samtal i kö i en telefonväxel och därefter placera samtalet hos en agent automatiskt. ACD kan även användas för att sätta tillåtna kötider, samla upp statistik för besvarade och tappade telefonsamtal, sätta kömeddelanden som blir upplästa under väntetiden med mera.